# الساعة 25 (فلم)
الساعة الخامسة والعشرين (بالإنجليزية: 25th Hour) فيلم دراما أمريكي صدر سنة 2002، من إخراج سبايك لي وبطولة إدوارد نورتون وفيليب سيمور هوفمان وباري بيبر وبراين كوكس، ترشح الفيلم لجائزة الغولدن غلوب لأحسن موسيقى، وترشح كذلك لجائزة الدب الذهبي من مهرجان برلين السينمائي الدولي. وقد بلغ مجموع إيراداته حول العالم 24 مليون دولا، وهو ما يعد نجاحا جيدا قياسا لميزانية الإنتاج التي بلغت 5 ملايين دولار.

## القصة
مونتي بورجان (إدوارد نورتون) تاجر المخدرات بمدينة نيويورك، يقضي آخر يوم له من الحرية، إذ سيبدأ من الغد تنفيذ عقوبة السجن لمدة 7 سنوات.
يقرر مونتي قضاء آخر 24 ساعة من الحرية له بصحبة أعز صديقين له منذ أيام الطفولة، الذين ابتعد عنهما عندما سلك طريق المخدرات، علهما يهوّنا عليه وحدته وخوفه وشعوره بالخيبة، وهما فرانك سلاتري (باري بيبر) سمسار البورصة، أحد أكثر الناجحين في هذا المهنة المليئة بالمجازفات الخطيرة، وصديقه الآخر جاكوب إلينسكي (فيليب سيمور هوفمان) مدرس اللغة الإنجليزية الذي يغار من ثراء صديقيه، ورغم صعوبة عمله كأستاذ لتلاميذ المرحلة الثانوية في مدرسة في أحد الأحياء الفقيرة، فإنه غير مستعد لترك عمله من أجل المال السهل مثلما فعل مونتي.
يقضي الثلاثة الليل بأكمله يجوبون أنحاء المدينة، ويتذكرون أيام الطفولة وأحلامهم البريئة، بينما يشرد مونتي فيما آل إليه وضعه، متسائلا: هل من سبيل للتغيير والبدء بحياة جديدة نظيفة.

## روابط خارجية
- مقالات تستعمل روابط فنية بلا صلة مع ويكي بيانات
- 25th Hour على موقع أول موفي.